# Mintaka
Mintaka (auch Mintika, arabisch منطقة, DMG Minṭaqa ‚Gürtel‘ [dessen rechtes Ende]) ist der Name des Sterns δ Orionis (Delta Orionis) im Sternbild Orion. Der Stern 2. Größe bildet zusammen mit den gleichhellen östlichen Nachbarsternen Alnilam und Alnitak den sogenannten Oriongürtel mitten in dem auffälligen Wintersternbild, das den altgriechischen Jäger Orion darstellt.

## Beschreibung
Die scheinbare Helligkeit des leicht veränderlichen Riesensterns beträgt im Mittel +2,2 mag. Mintaka ist vom Spektraltyp B0 (Morgan-Keenan: O9.5II) und etwa 1000 Lichtjahre von uns entfernt. Die Distanzbestimmung ist momentan noch sehr unsicher: einerseits liefern die Hipparcos-Daten Werte von etwa 210 und 280 pc, während andere Entfernungsbestimmungen für den Oriongürtel, worin sich Mintaka befindet, auf 380 pc kommen.
Mintaka ist ein Mehrfachsternsystem, dessen zwei engste Komponenten einen sich gegenseitig verdeckenden Doppelstern vom Typ Algol bilden, die sich alle 5,7 Tage umkreisen.
Mintakas Hauptstern ist ein Blauer Überriese mit einer Photosphären-Temperatur von etwa 30.000 Kelvin. Er gehört zu den 10 % der leuchtkräftigsten Sterne. Seine bolometrische Leuchtkraft ist 70.000 mal höher als bei der Sonne, sein Durchmesser etwa 20 mal größer.
Vermutlich gehört auch der Stern HD 36485 (Delta Orionis C) zum System, der selbst wiederum ein Spektroskopischer Doppelstern ist. Seine Entfernung wurde durch Gaia im Katalog Gaia DR2 zu 390 pc ± 10 pc bestimmt, was gut zu den Entfernungsannahmen des Oriongürtels passt.
Das Sternsystem ist, ebenso wie der linke Gürtelstern, Mitglied des offenen Sternhaufens Collinder 70.

## Mintaka in der Fiktion
Im Star-Trek-Universum ist im Mintaka-System die protovulkanische Zivilisation der Mintakaner beheimatet, die eine Technologiestufe erreicht haben, welche in etwa der irdischen Bronzezeit entspricht.
Im Perry-Rhodan-Universum ist es die Heimat der Topsider.